# Stade de Port-Gentil
Stade de Port-Gentil – piłkarski stadion w Port-Gentil, w Gabonie. Obiekt może pomieścić 20 000 widzów. Budowę stadionu rozpoczęto w czerwcu 2015 roku, a ukończono ją w październiku 2016 roku. Obiekt był jedną z aren Pucharu Narodów Afryki w 2017 roku.